# Olympische Sommerspiele 1972/Teilnehmer (Elfenbeinküste)
| Gelbes Symbol für Goldmedaillen mit stilisierten Olympischen Ringen | Graues Symbol für Silbermedaillen mit stilisierten Olympischen Ringen | Braundes Symbol für Bronzemedaillen mit stilisierten Olympischen Ringen |
| ------------------------------------------------------------------- | --------------------------------------------------------------------- | ----------------------------------------------------------------------- |
| —                                                                   | —                                                                     | —                                                                       |

Die Elfenbeinküste nahm an den Olympischen Sommerspielen 1972 in München mit einer Delegation von elf Sportlern (allesamt Männer) teil. Diese traten in zwei Sportarten bei sieben Wettbewerben an. Der Leichtathlet Simbara Maki wurde als Fahnenträger zur Eröffnungsfeier ausgewählt.

## Teilnehmer nach Sportarten

### Kanu

#### Kanurennsport
- N’Gama N’Gama
Einer-Kajak, 1000 m: Halbfinale
- Barthélemy Koffi Baugré
Zweier-Kajak, 1000 m: 1. Runde (Hoffnungslauf)
- Paul Gnamia M’Boule
Zweier-Kajak, 1000 m: 1. Runde (Hoffnungslauf)
- Daniel Sedji
Zweier-Canadier, 1000 m: 1. Runde (Hoffnungslauf)
- Mathieu Koffi M’Broh
Zweier-Canadier, 1000 m: 1. Runde (Hoffnungslauf)

### Leichtathletik
- Kouakou Komenan
100 m: Halbfinale
4 × 100 m: Vorlauf
- Amadou Meïté
100 m: Viertelfinale
4 × 100 m: Vorlauf
- Kouami N’Dri
4 × 100 m: Vorlauf
- Gaoussou Koné
4 × 100 m: Vorlauf
- Simbara Maki
110 m Hürden: Vorlauf
- Jacques Aye Abehi
Speerwerfen: 19. Platz in der Qualifikation